# Peeter Arumaa
Peeter Arumaa (före 1926 Blaubrück), född 11 oktober 1900, död 21 juni 1982, var en estnisk filolog.
Arumaa blev 1934 filosofie doktor och extraordinarie professor i slaviska språk vid universitetet i Dorpat. Han var senare bosatt i Sverige. Arumaa utgav flera arbeten på tyska och franska om pronomen i litauiskan, litauiska landsmål och ändelser i slaviska språkens presens.